# Андроник Лапарда
Андроник Лапарда или Лапард (на гръцки: Ανδρόνικος Λαπαρδάς) е византийски пълководец през късния етап от управлението на Комнините, на които бил роднина по сватовство.
За първи път Лапарда е засвидетелстван като участник в синод на 2 март 1166 г., проведен в императорския дворец и председателстван лично от император Мануил I Комнин (1143–1180). Посочен е на 15-то място сред императорските роднини, като носещ високата титла севаст и изпълняващ придворните длъжности вестиарий и хартуларий. Като пансеваст и велик хартуларий той е споменат в надпис върху една четириъгълна отбранителнителна кула, изградена от него на северната стена на средновековния Солун.
През юли 1167 г. Лапарда ръководи дясното крило на византийската армия в битката при Сирмиум, в която византийците постигат решителна победа над Унгарското кралство, която гарантира контрола им над Западните Балкани. През 1176 г. Лапарда участва в катастрофалната за ромеите кампания срещу Иконийския султанат, която завършва с поражението им в битката при Мириокефалон.
След като Андроник I затвърждава властта си в столицата, той изпраща Андроник Лапарда начело на голяма войска срещу Йоан Комнин Ватаци - племенника на покойния Мануил I Комнин, който вдигнал бунт в Западна Анатолия. Ватаци, който се разболял сериозно, пресрещнал армията на Лапард близо до Филаделфия. Силите на Ватаци победили, а разбитите войски на Лапарда били преследвани на известно разстояние. Въпреки това, няколко дни по-късно, на 16 май 1182 г., Ватаци умира. Без неговото ръководство бунтът бързо се разпада.
През 1182 г. унгарският крал Бела III атакува византийските крепости Белград и Браничево. Войната продължава и през 1183 г., когато сърбите се обединяват с унгарците. През есента на 1183 г. византийските гранични войски в Ниш и Браничево били под командването на двама опитни командири: Алексий Врана и Андроник Лапарда. Около ноември 1083 г. обаче новината за смъртта на Алексий II Комнин и възцаряването на Андроник I Комнин разделя двамата командири и Лапарда се оттегля с войските си на изток, за да търси сметка за действията на Андроник I Комнин.
Лапарда бързо изпаднал в немилост пред Андроник I, който успял да го арестува, ослепил го и го затворил в константинополския манастир Пантепопт. Там Лапарда починал малко след това.
От една поема на Теодор Валсамон се знае, че Лапард е бил женен за Теодора Комнина. По-ранни учени я идентифицират като сестрата на Мануи I, за която се знае, че е била омъжена за Мануил Анема. Въз основа на информацията за мястото на Лапард сред императорските роднини на синода от 1166 г. ученият Люсиен Стиернон предлага идентифициране на съпругата на Лапарда като внучка на тази Теодора Комнина и Мануил Анема. Двойката обаче вероятно е нямала деца.